# Mbangala (språk)
Mbangala (även bangela och cimbangela) är ett bantuspråk som talas i Angola. Det talas av imbangala, ett krigarfolk som dök upp i Angola på 1600-talet. De kuvade mbundufolket och sålde krigsfångar till portugiserna. Detta blev starten för den transatlantiska slavhandeln.